# Туралево
Туралево (мкд. Туралево) је насеље у Северној Македонији, у северном делу државе. Туралево у оквиру општине Кратово.

## Географија
Туралево је смештено у северном делу Северне Македоније. Од најближег града, Куманова, село је удаљено 45 km источно.
Село Туралево се налази у историјској области Кратовско. Насеље је положено у долини Кратовске реке, подно Осоговских планина, на приближно 650 метара надморске висине.
Месна клима је умерено континентална.

## Историја
Српска школа у месту је легално отворена са царском дозволом јуна 1900. године. За њу се изборио управитељ Јован Поповић, а први учитељ био је Милан Димитријевић родом из Кратова. Кратко време у школи је предавао и велики истраживач и српски национални радник Стеван Симић, родом Кратовац.

## Становништво
Туралево је према последњем попису из 2002. године имало 326 становника. Од тога огромну већину чине етнички Македонци.
Претежна вероисповест месног становништва је православље.